# PZL P.11

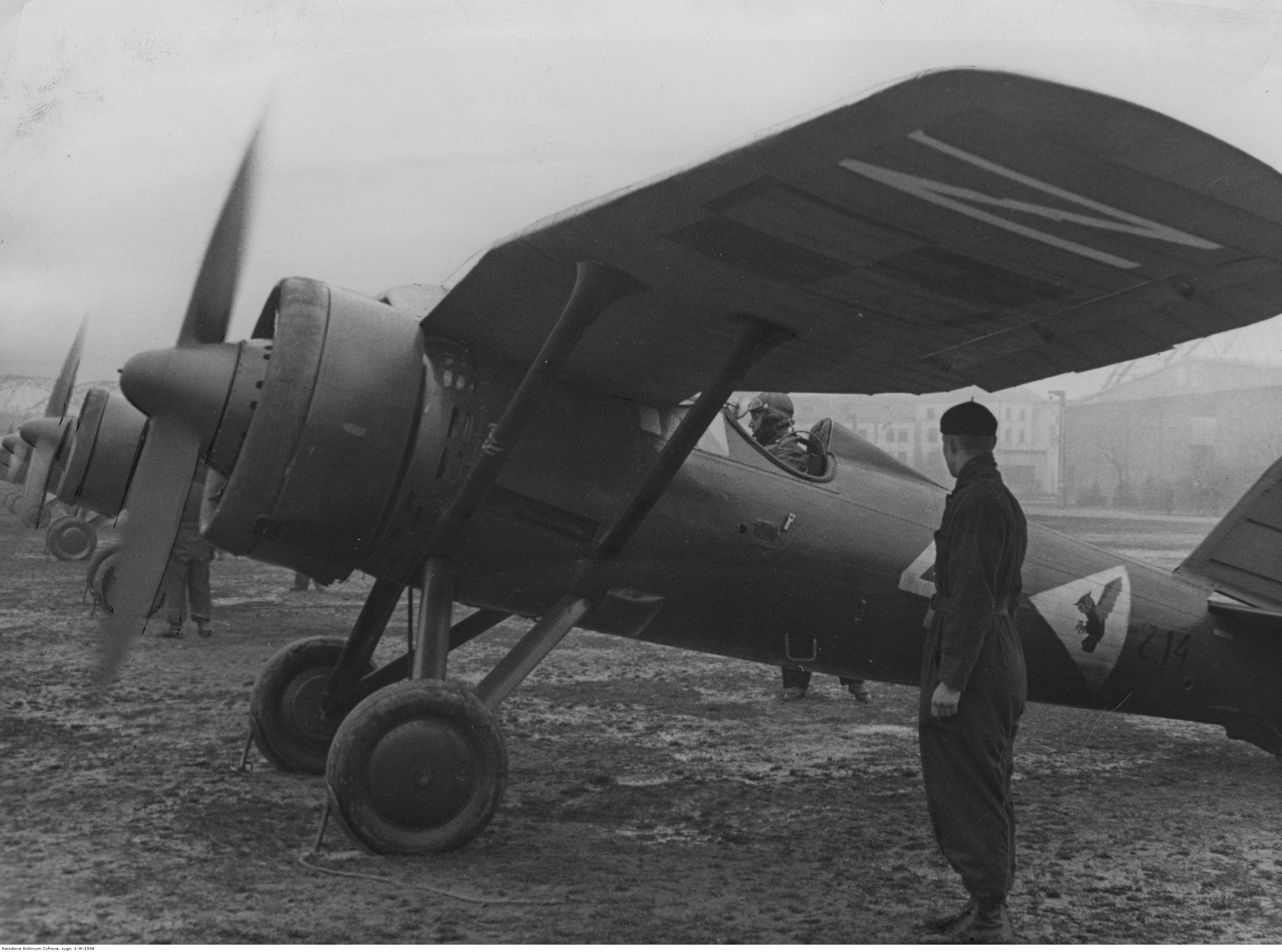
PZL P.11

PZL P.11c

O PZL P.11 foi um avião de caça polonês, projetado em 1930 pela PZL em Varsóvia. Foi, por breve período, o projeto mais avançado avião de caça do mundo. O PZL P.11 serviu como caça primário principal da Polônia na campanha polonesa de 1939, mas já nesse tempo foi ultrapassado devido aos rápidos avanços em design de aeronaves em comparação com lutadores contemporâneos mais avançados, incluindo o Hawker Hurricane, Polikarpov I-16, Morane-Saulnier M.S.406, e Messerschmitt Bf 109E.
O modelo era bastante ágil, tanto que foi considerado quando foi criado em 1934 o caça mais avançado do mundo, em termos de velocidade, manobrabilidade e armamento. Mas quando a guerra estourou, o modelo já se encontrava um tanto obsoleto e numericamente inferior para ser realmente efetivo, o que o tornava vulnerável em relação ao seu principal adversário, o Messerschmitt Bf 109E, a versão mais moderna do caça alemão em 1939. Apesar disto combateu bravamente durante o ataque a Varsóvia